# Maison médicale de garde
Pour les articles homonymes, voir MMG.
 (juillet 2025).
Une maison médicale de garde (MMG), se définit comme un lieu fixe déterminé de prestations de médecine générale, fonctionnant uniquement aux heures de la permanence des soins et assurant une activité de consultation médicale non programmée.
Elle répond à un besoin précis et fonctionne sur la base d'un cahier des charges contractualisé avec la Mission Régionale de Santé (MRS). Elle s'inscrit dans l'organisation de la permanence des soins et les orientations du schéma régional d'organisation sanitaire dans ce domaine. 
Son accès devrait être en grande partie médicalement régulé (SAMU). 
À l'instar des autres acteurs territoriaux de la prise en charge non programmée, elle pourra également participer au réseau des urgences défini à l'article R. 6123-26. 
Elle devra signer une convention avec la ou les structures d'urgence de proximité pour définir l'offre de soins respective proposée à la population sur le territoire et garantir une coordination des structures. 
Le CODAMUPS devra veiller à l'établissement de cette convention avec les acteurs du réseau d'urgence. 